# Condado de Lennox e Addington

O Condado de Lennox e Addington é uma subdivisão administrativa da província canadense de Ontário. Sua capital é Napanee. Possui uma área de 2 777,03 de km², uma população de 39 461 habitantes e uma densidade populacional de 14,2 hab/km². Este condado é resultante da fusão dos antigos condados de Lennox e Addington, que eram anteriormente condados separados.